# Stefany Cuadrado
Stefany Lorena Cuadrado Flórez (Caucasia, 2 de mayo de 2006) es una deportista colombiana que compite en ciclismo en la modalidad de Ciclismo en pista.
Fue medallista de oro y plata en el Campeonato Mundial de Pista de Ciclismo Juvenil de 2023 y 2024.
 Participó en los Juegos Olímpicos de París 2024.

## Palmarés
2023
- Campeonato Mundial de Ciclismo en Pista Júnior
  - Medalla de Oro en Keirin  
  - Medalla de Plata en Velocidad

- Campeonato Panamericano de Ciclismo en Pista Júnior
  - Medalla de Oro en Velocidad 
  - Medalla de Oro en Contrarreloj de 500 metros 
  - Medalla de Oro en Velocidad por equipos 
  - Medalla de Plata en Keirin

- Campeonato de Colombia de Ciclismo en Pista Júnior
  - Medalla de Oro en Contrarreloj de 500 metros

2024
- Campeonato Mundial de Ciclismo en Pista Júnior
  - Medalla de Oro en Keirin  
  - Medalla de Oro en Velocidad  
  - Medalla de Oro en Contrarreloj de 500 metros

- Campeonato Panamericano de Ciclismo en Pista Júnior
  - Medalla de Oro en Velocidad 
  - Medalla de Oro en Contrarreloj de 500 metros 
  - Medalla de Oro en Velocidad por equipos 
  - Medalla de Oro en Keirin

2025
- Campeonato Panamericano de Ciclismo en Pista
  - Medalla de Oro en Contrarreloj de 500 metros 
  - Medalla de Plata en Velocidad 
  - Medalla de Plata en Velocidad por equipos 
  - Medalla de Bronce en Keirin